# Championnat du Pérou de football 1987
Navigation
Saison précédente Saison suivante
La saison 1987 du Championnat du Pérou de football est la cinquante-neuvième édition du championnat de première division au Pérou. La compétition regroupe trente équipes du pays et se décompose en trois phases et deux tournois.
Le premier voit les équipes réparties en quatre poules régionales (Metropolitano, Nord, Centre et Sud) où les clubs se rencontrent trois fois (deux fois pour les clubs de la poule Metropolitano). Les meilleures formations de chaque secteur se qualifient pour la Liguilla Regional et le Torneo Descentralizado, les deux compétitions au niveau national.
La deuxième phase est la Liguilla Regional, qui est disputée par les six meilleures équipes de première phase, sous forme de poule unique où les équipes ne se rencontrent qu'une seule fois. L'équipe qui remporte la Liguilla Regional se qualifie pour la finale nationale pour le titre et obtient également son billet pour la prochaine Copa Libertadores.
La troisième phase est le Torneo Descentralizado. Les seize meilleures équipes de première phase sont regroupées au sein d'une seule poule, où elles se rencontrent deux fois, à domicile et à l'extérieur. À l'issue du tournoi, les six premiers disputent la Liguilla. Le vainqueur de cette Liguilla se qualifie pour la finale nationale et la Copa Libertadores.
C'est le club d'Universitario de Deportes, vainqueur de la Liguilla Regional, qui remporte le championnat après avoir battu l'Alianza Lima (vainqueur du Torneo Descentralizado) lors de la finale nationale. C'est le 18e titre de champion du Pérou de l'histoire du club.

## Compétition
Le barème utilisé pour établir les différents classements est le suivant :
- Victoire : 2 points
- Match nul : 1 point
- Défaite, forfait ou abandon : 0 point

### Première phase

#### Metropolitano
| Rang | Équipe                    | Pts | J  | G  | N  | P  | Bp | Bc | Diff |
| ---- | ------------------------- | --- | -- | -- | -- | -- | -- | -- | ---- |
| 1    | Universitario de Deportes | 32  | 22 | 13 | 6  | 3  | 37 | 22 | +15  |
| 2    | Unión Huaral              | 32  | 22 | 11 | 10 | 1  | 35 | 18 | +17  |
| 3    | San Agustín T             | 28  | 22 | 11 | 6  | 5  | 33 | 27 | +6   |
| 4    | Sporting Cristal          | 26  | 22 | 10 | 6  | 6  | 42 | 22 | +20  |
| 5    | Colegio Nacional Iquitos  | 25  | 22 | 9  | 7  | 6  | 28 | 20 | +8   |
| 6    | Alianza Lima              | 25  | 22 | 7  | 11 | 4  | 23 | 21 | +2   |
| 7    | Deportivo Municipal       | 22  | 22 | 7  | 8  | 7  | 28 | 25 | +3   |
| 8    | La Joya–Iqueño            | 20  | 22 | 6  | 8  | 8  | 21 | 24 | -3   |
| 9    | Sportivo Internazionale   | 16  | 22 | 6  | 4  | 12 | 24 | 30 | -6   |
| 10   | Sport Boys                | 15  | 22 | 5  | 5  | 12 | 18 | 44 | -26  |
| 11   | Juventud La Palma         | 14  | 22 | 4  | 6  | 12 | 12 | 31 | -19  |
| 12   | Octavio Espinosa P        | 9   | 22 | 2  | 5  | 15 | 19 | 36 | -17  |

|  | Qualification pour la Liguilla Regional      |
|  | Qualification pour le Torneo Descentralizado |
|  | T : Tenant du titre                          |

#### Nord
| Rang | Équipe                           | Pts | J  | G | N | P | Bp | Bc | Diff |
| ---- | -------------------------------- | --- | -- | - | - | - | -- | -- | ---- |
| 1    | Carlos A. Mannucci               | 20  | 15 | 8 | 4 | 3 | 25 | 14 | +11  |
| 2    | Universidad Técnica de Cajamarca | 17  | 15 | 8 | 1 | 6 | 23 | 17 | +6   |
| 3    | Hungaritos Agustinos             | 16  | 15 | 6 | 4 | 5 | 29 | 30 | -1   |
| 4    | Atlético Grau                    | 14  | 15 | 5 | 4 | 6 | 22 | 23 | -1   |
| 5    | Atlético Torino                  | 13  | 15 | 4 | 5 | 6 | 18 | 23 | -5   |
| 6    | Deportivo Cañaña P               | 10  | 15 | 2 | 6 | 7 | 11 | 21 | -10  |

|  | Qualification pour la Liguilla Regional et le Torneo Descentralizado |
|  | Qualification pour le Torneo Descentralizado                         |

#### Centre
| Rang | Équipe                     | Pts | J  | G | N | P  | Bp | Bc | Diff |
| ---- | -------------------------- | --- | -- | - | - | -- | -- | -- | ---- |
| 1    | Deportivo Junín            | 21  | 15 | 8 | 5 | 2  | 26 | 13 | +13  |
| 2    | Unión Minas                | 19  | 15 | 8 | 3 | 4  | 22 | 14 | +8   |
| 3    | Deportivo Pucallpa         | 16  | 15 | 5 | 6 | 4  | 16 | 15 | +1   |
| 4    | Asociación Deportiva Tarma | 15  | 15 | 7 | 1 | 7  | 16 | 16 | 0    |
| 5    | Defensor ANDA              | 12  | 14 | 4 | 4 | 6  | 12 | 18 | -6   |
| 6    | Mina San Vicente P         | 5   | 14 | 1 | 3 | 10 | 10 | 26 | -16  |

|  | Qualification pour la Liguilla Regional et le Torneo Descentralizado |
|  | Qualification pour le Torneo Descentralizado                         |

#### Sud
| Rang | Équipe                | Pts | J  | G | N | P | Bp | Bc | Diff |
| ---- | --------------------- | --- | -- | - | - | - | -- | -- | ---- |
| 1    | Coronel Bolognesi     | 22  | 15 | 9 | 4 | 2 | 21 | 9  | +12  |
| 2    | Alfonso Ugarte        | 18  | 15 | 5 | 8 | 2 | 15 | 12 | +3   |
| 3    | Cienciano del Cusco   | 16  | 15 | 6 | 4 | 5 | 18 | 11 | +7   |
| 4    | FBC Melgar            | 13  | 15 | 3 | 7 | 5 | 11 | 13 | -2   |
| 5    | Atlético Huracán      | 12  | 15 | 3 | 6 | 6 | 8  | 13 | -5   |
| 6    | Juvenil Los Ángeles P | 9   | 15 | 1 | 7 | 7 | 8  | 23 | -15  |

|  | Qualification pour la Liguilla Regional et le Torneo Descentralizado |
|  | Qualification pour le Torneo Descentralizado                         |

### Liguilla Regional
| Rang | Équipe                    | Pts | J | G | N | P | Bp | Bc | Diff |
| ---- | ------------------------- | --- | - | - | - | - | -- | -- | ---- |
| 1    | Universitario de Deportes | 7   | 5 | 3 | 1 | 1 | 7  | 3  | +4   |
| 2    | Unión Huaral              | 7   | 5 | 3 | 1 | 1 | 8  | 4  | +4   |
| 3    | San Agustín T             | 6   | 5 | 3 | 0 | 2 | 8  | 6  | +2   |
| 4    | Coronel Bolognesi         | 5   | 5 | 2 | 1 | 2 | 8  | 6  | +2   |
| 5    | Carlos A. Mannucci        | 5   | 5 | 1 | 3 | 1 | 8  | 7  | +1   |
| 6    | Deportivo Junín           | 0   | 5 | 0 | 0 | 5 | 2  | 15 | -13  |

|  | Qualification pour la Copa Libertadores 1988 |

### Torneo Descentralizado

#### Classement
| Rang | Équipe                           | Pts | J  | G  | N  | P  | Bp | Bc | Diff |
| ---- | -------------------------------- | --- | -- | -- | -- | -- | -- | -- | ---- |
| 1    | Sporting Cristal                 | 44  | 30 | 17 | 10 | 3  | 54 | 25 | +29  |
| 2    | Alianza Lima                     | 43  | 30 | 17 | 9  | 4  | 40 | 16 | +24  |
| 3    | Universitario de Deportes        | 41  | 30 | 14 | 13 | 3  | 46 | 21 | +25  |
| 4    | Unión Huaral                     | 39  | 30 | 14 | 11 | 5  | 53 | 36 | +17  |
| 5    | Coronel Bolognesi                | 36  | 30 | 12 | 12 | 6  | 37 | 26 | +11  |
| 6    | Alfonso Ugarte                   | 32  | 30 | 11 | 10 | 9  | 40 | 34 | +6   |
| 7    | Colegio Nacional Iquitos         | 31  | 30 | 10 | 11 | 9  | 34 | 32 | +2   |
| 8    | Deportivo Municipal              | 31  | 30 | 12 | 7  | 11 | 38 | 38 | 0    |
| 9    | Cienciano del Cusco              | 27  | 30 | 8  | 11 | 11 | 32 | 37 | -5   |
| 10   | Universidad Técnica de Cajamarca | 25  | 30 | 10 | 5  | 15 | 34 | 33 | +1   |
| 11   | Deportivo Junín                  | 24  | 30 | 8  | 8  | 14 | 31 | 51 | -20  |
| 12   | Carlos A. Mannucci               | 23  | 30 | 9  | 5  | 16 | 33 | 47 | -14  |
| 13   | San Agustín T                    | 22  | 30 | 5  | 12 | 13 | 22 | 31 | -9   |
| 14   | Deportivo Pucallpa               | 22  | 30 | 8  | 6  | 16 | 24 | 48 | -24  |
| 15   | Hungaritos Agustinos             | 21  | 30 | 7  | 7  | 16 | 37 | 50 | -13  |
| 16   | Unión Minas                      | 19  | 30 | 7  | 5  | 18 | 23 | 53 | -30  |

|  | Qualification pour la Liguilla |

#### Liguilla
| Rang | Équipe                    | Pts | J | G | N | P | Bp | Bc | Diff |
| ---- | ------------------------- | --- | - | - | - | - | -- | -- | ---- |
| 1    | Alianza Lima              | 9   | 5 | 3 | 2 | 0 | 8  | 3  | +5   |
| 2    | Unión Huaral              | 8   | 5 | 3 | 2 | 0 | 10 | 6  | +4   |
| 3    | Universitario de Deportes | 6   | 5 | 3 | 0 | 2 | 10 | 5  | +5   |
| 4    | Sporting Cristal          | 6   | 5 | 2 | 0 | 3 | 5  | 5  | 0    |
| 5    | Coronel Bolognesi         | 3   | 5 | 1 | 1 | 3 | 4  | 10 | -6   |
| 6    | Alfonso Ugarte            | 1   | 5 | 0 | 1 | 4 | 5  | 13 | -8   |

|  | Qualification pour la Copa Libertadores 1988 |

### Finale pour le titre
| 26 mars 1988 | Universitario de Deportes | 1 - 0 | Alianza Lima | Estadio Nacional, Lima |  |
|              |                           |       |              |                        |  |

## Bilan de la saison
| Championnat du Pérou de football 1987 |                                       |
| Champion                              | Universitario de Deportes (18e titre) |
| Qualifications continentales          |                                       |
| Copa Libertadores 1988                | Universitario de Deportes             |
| Copa Libertadores 1988                | Alianza Lima                          |
| Promotions et relégations             |                                       |
| Promus en Primera División            |                                       |
| Relégués en Segunda División          |                                       |